# Zofia Nowińska-Roesler
Zofia Nowińska-Roesler, Zofia Roesler, ps. „Polka” (ur. 9 grudnia 1897 w Warszawie, zm. 30 września 1979 tamże) – polska ziemianka, działaczka społeczna związana z Młocinami, podporucznik Związku Walki Zbrojnej/Armii Krajowej. Urodzona w Warszawie w rodzinie agronoma Aleksandra Nowińskiego i jego żony Jadwigi, w latach 20. i 30. XX wieku była żoną Jana Edwarda Roeslera, związanego z Radziwiłłowską ordynacją dawidgródecką na Polesiu, w okresie okupacji ziem polskich w czasie II wojny światowej pozostając w konspiracji (jako podporucznik o pseudonimie „Polka”), kierowała delegaturą Rady Głównej Opiekuńczej w gminie Młociny oraz była komendantem Wojskowej Służby Kobiet w ramach Rejonu VIII Obwodu VII „Obroża” AK, obejmującego tereny Puszczy Kampinoskiej, szkoląc łączniczki i sanitariuszki. Jako współwłaścicielka (od 1930) Młocin była współfundatorką tamtejszego kościoła Matki Bożej Nieustającej Pomocy, w czasie II wojny światowej organizatorką polowego lecznictwa – w okresie kampanii wrześniowej w 1939 użyczając na te cele własny dworek w Młocinach, a w okresie powstania warszawskiego w 1944 (będąc żołnierzem Grupa „Kampinos”) w Quindtówce w Dąbrowie Leśnej – oraz dystrybucji druków podziemnych, za którą to działalność została uhonorowana Krzyżem Walecznych. Zmarła w Warszawie i została pochowana w alei zasłużonych cmentarza Wawrzyszewskiego.